# Konstantin Pobedonostsev

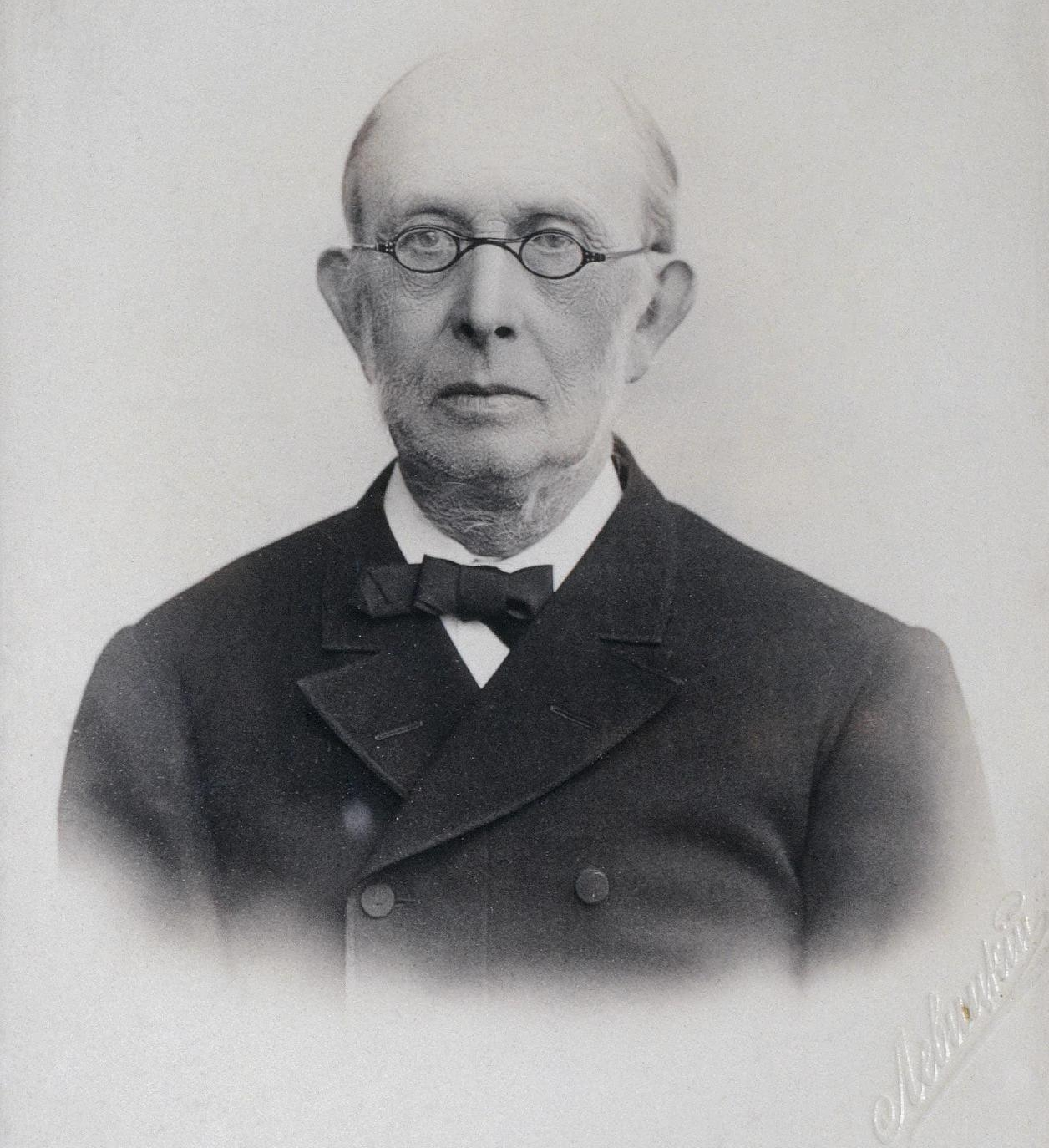
Konstantin Petrovitsj Pobedonostsev

Konstantin Petrovitsj Pobedonostsev (Russisch: Константин Петрович Победоносцев) (Moskou, 21 mei 1827 - aldaar, 23 maart 1907) was een Russisch staatsman en rechtsgeleerde en adviseur van drie tsaren. Hij was zeer reactionair en antisemitisch en bekleedde van 1880 tot 1905 de belangrijke functie van Opperprocurator van de Heiligste Regerende Synode van de Russisch-Orthodoxe Kerk.

## Biografie

### Achtergrond, opleiding en vroege carrière
Konstantin Pobedonostsev werd op 21 meiJul. 1827 in Moskou geboren als zoon van Pjotr Vasiljevitsj Pobedonostsev, hoogleraar in de letterkunde aan de Staatsuniversiteit van Moskou. Zijn grootvader was priester. Op 14-jarige leeftijd stuurde zijn vader hem naar de Hogeschool voor Rechtswetenschappen in Sint-Petersburg waar jongelingen werden voorbereid voor een carrière in de ambtenarij van het tsaristisch Rusland. Na de voltooiing van zijn opleiding trad hij in staatsdienst. Hij werkte op diverse departementen van de Senaat van Moskou en trad vooral op als jurist bij de afwikkeling van rechtszaken in de goebernija's rond Moskou.
Pobedonostsev werd in 1859, op 31-jarige leeftijd, aangesteld als docent aan de Staatsuniversiteit, waar hij lesgaf in burgerlijk recht. Van 1860 tot 1865 was hij hoogleraar burgerlijk recht aan de Staatsuniversiteit. Daarnaast bleef hij tot 1865 werkzaam voor de Senaat van Moskou. In 1861 stelde tsaar Alexander II hem aan als leraar staatsrecht voor zijn zoon en troonopvolger, tsarevitsj Nicolaas. Als gevolg hiervan nam Pobedonostsev ontslag als hoogleraar wegens gebrek aan tijd en werd hij in 1865 emeritus hoogleraar aan de Staatsuniversiteit van Moskou.

### Leraar van tsarevitsj Alexander
Op 12 april 1865 overleed zijn pupil tsarevitsj Nicolaas en daarop werd hij door tsaar aangesteld als leraar van Nicolaas' broer, Alexander (de latere Alexander III) en in 1866 vestigde Pobedonostsev zich permanent in Sint-Petersburg, de keizerlijke hoofdstad. Alexander kwam sterk onder de invloed van zijn leermeester en tot aan zijn dood bijna dertig jaar later waren de twee erg close.
Pobedonostsev was een overtuigd aanhanger van de autocratie en was een fel tegenstander van politieke hervormingen. Deze denkbeelden bracht hij over op Alexander en later ook diens zoon Nicolaas. Hij stond zeer kritisch tegenover de hervormingsplannen van de liberale tsaar Alexander II. Desondanks behield de tsaar hem als leraar voor de troonopvolger. In 1868 werd Pobedonostsev benoemd tot senator en in 1874 werd hij lid van de Staatsraad, het belangrijkste adviesorgaan van de tsaar.
Na de moord op Alexander II steunde hij het reactionaire beleid van zijn opvolger. Hij maande Alexander III om niet toe te geven aan de eisen van de liberalen zoals zijn vader - in de ogen van Pobedonostsev - wel had gedaan.
Kort na de troonsbestijging van Alexander III vaardigde deze een manifest uit waarin hij de terugkeer naar de autocratie aankondigde. Vermoedelijk is dit manifest van de hand van Pobedonostsev.
Konstantin Pobedonostsev was sterk invloed door de theocratische en caesaropapistische van de middeleeuwse theoloog Joseph van Volokolamsk.

### Opperprocurator van de Heilige Synode van deRussisch-Orthodoxe Kerk

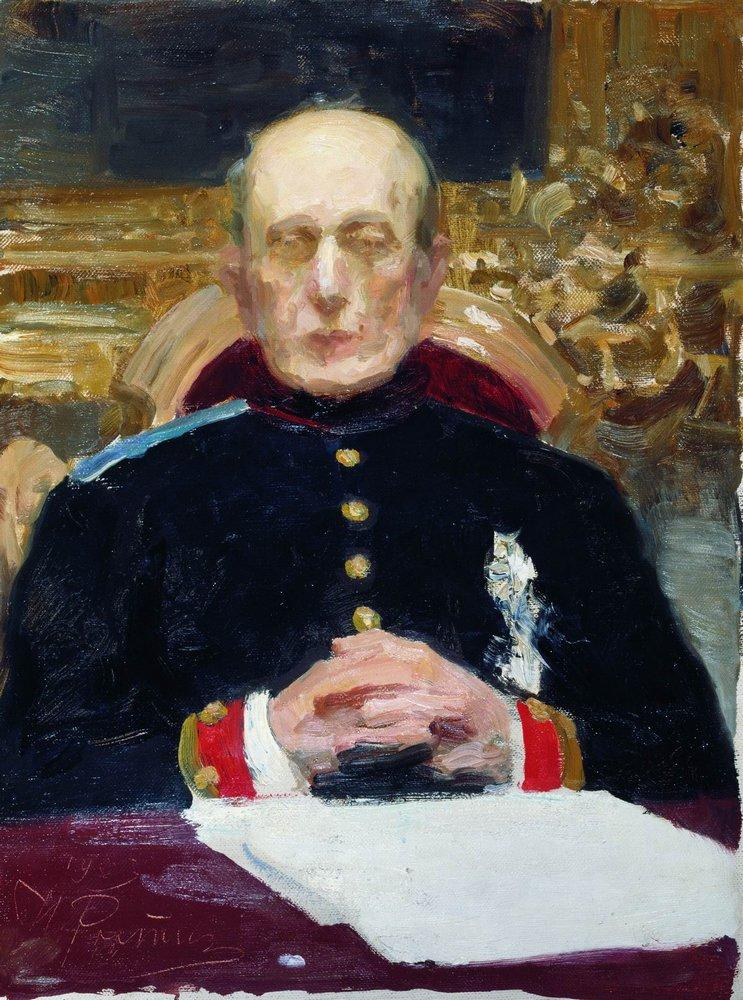
Konstantin Pobedonostsev op de Formele Zitting van de Staatsraad door Ilja Repin (1903)

De scherpzinnige en intelligente Konstantin Pobedonostsev werd in 1880 aangesteld als opperprocurator (Russisch: обер-прокурор) van de Heiligste Regerende Synode van de Russisch-Orthodoxe Kerk. De opperprocurator was het plaatsvervangend hoofd van de Russisch-Orthodoxe Kerk (het hoofd van de Kerk was de tsaar) en tevens lid van het kabinet. Pobedonostsev, een bijzonder vroom man (hij vertaalde de Navolging van Christus in het Russisch) en een overtuigd tegenstander van de scheiding van Kerk en Staat en vrijheid van godsdienst. In 1896 publiceerde hij zijn boek Reflecties van een Russisch Staatsman waarin hij zich fel afzette tegen de democratie en de vrijheden. De representatieve vertegenwoordiging, kenmerkend voor de democratie noemde hij "verschrikkelijk", een "dictatuur van een vulgaire massa" en een "Westerse uitvinding." In zijn boek sprak hij zijn lof uit voor het autocratisch systeem van Rusland waar alle macht (zowel wereldlijk als geestelijk) in handen van de tsaar lag.
Pobedonostsev was verantwoordelijk voor de censuur op boeken die in strijd waren met de leer van de Kerk. Overigens was Pobedonostsev volkomen op de hoogte van de inhoud van de boeken en hij las de boeken die hij verbood zelf eerst, ook als de boeken in een andere taal dan de Russische waren geschreven, omdat hij meertalig was.
Pobedonostsev was ook een antisemiet. Hij steunde de introductie van de zogenaamde Meiwetten (1882) die het voor Joden moeilijk maakte zich ergens te vestigen dan in de grote steden in het westen van het land en een quotum voor Joden instelde voor bepaalde beroepen (advocatuur en medische beroepen). Op deze manier werden van 1890 tot 1902  6 miljoen Joodse families het land uitgedreven. Met andere minderheden had Pobedonostsev ook al weinig op en steunde het tsaristisch beleid van Russificatie. Andere godsdiensten dan de Russisch-Orthodoxe mochten volgens Pobedonostsev nooit gelijk worden gesteld aan de staatsgodsdienst.
Als tegenstander van hervormingen binnen de Russisch-Orthodoxe Kerk was Pobedonostsev verantwoordelijk voor de excommunicatie van de Christelijk anarchist Lev Tolstoj.

### Onder tsaar Nicolaas II
In 1894 volgde Nicolaas II zijn overleden vader op als tsaar. Nicolaas had evenals zijn vader Pobedonostsev als leraar gehad en evenals zijn vader was Nicolaas een voorstander van een autocratisch rijk. Hij miste echter de kracht van zijn vader en bleek niet tegen zijn taak opgewassen. Tsaar Nicolaas II handhaafde Pobedonostsev als opperprocurator en zijn voornaamste adviseur, ook al was de nieuwe tsaar geen voorstander van systematische vervolging van religieuze minderheden.
In 1901 pleegde de socialistisch utopist Nikolaj Lagovski een mislukte aanslag op het leven van Pobedonostsev. Lagovski werd veroordeeld tot 6 jaar strafkamp in Siberië.
Het revolutiejaar van 1905 leidde tot de instelling van een parlement (Doema) en een grondwet. Deze eerste tekenen van liberalisering waren voor Pobedonostsev voldoende reden om als opperprocurator terug te treden.
Konstantin Pobedonostsev overleed op 23 maart 1907 op 79-jarige leeftijd in Moskou.

## Jurisprudentie

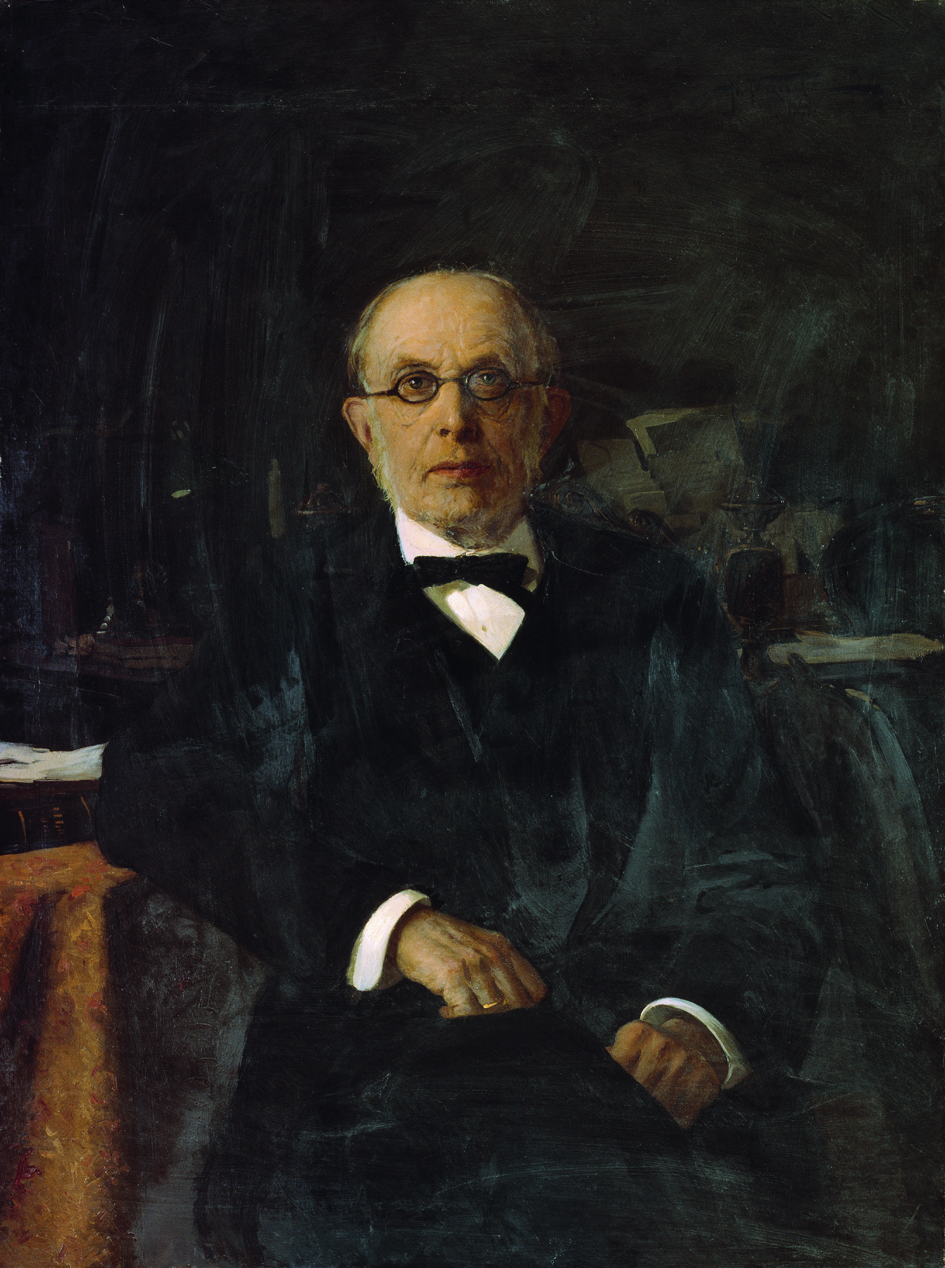
Pobedonostsev in 1899 door Aleksandr Makovski

Konstantin Pobedonostsev is vooral bekend geworden als de onwrikbare opperprocurator van de Russisch-Orthodoxe Kerk en als staatsman, maar hij was ook een vooraanstaand jurist. Hij was een van de best opgeleide Russische juristen van de 19de eeuw. Hij schreef verschillende boeken over het burgerlijk recht, waaronder het "Leerboek voor Burgerlijk Recht" (Курс гражданского права, driedelig), gepubliceerd in 1868, 1871 en 1880. Tot aan de Russische Revolutie van 1905 werd het "Leerboek" vele malen herdrukt. Het "Leerboek" was van zo'n hoge kwaliteit dat de hoogste staatsambtenaren er gebruik van maakten, w.o. de Staatsraad. Ook pratiserende advocaten maakten veelvuldig gebruik van het boek.
Pobedonostsev publiceerde vaak anoniem ook in kranten, bijvoorbeeld in 1865, toen hij de juridische hervormingen van tsaar Alexander II bekritiseerde. Volgens hem beschikte Rusland over te weinig gekwalificeerde juristen en de instelling van een onafhankelijke rechtspraak was volgens hem om die reden geen optie.